# 이트리
이트리(이탈리아어: Itri)는 이탈리아 라치오주 라티나도에 위치한 코무네다.

## 출신 유명 인사
- 교황 우르바노 6세

## 자매 도시
- 미국 크랜스턴